# دسمتیل‌سیتالوپرام
دسمتیل‌سیتالوپرام (به انگلیسی: Desmethylcitalopram) یک متابولیت فعال از داروی ضدافسردگی سیتالوپرام (راسمیک) و اس‌سیتالوپرام (انانتیومر S است که دسمتیل‌اس‌سیتالوپرام نامیده می‌شود) است. مانند سیتالوپرام و اس‌سیتالوپرام، دسمتیل‌سیتالوپرام به عنوان یک مهارکننده انتخابی بازجذب سروتونین (SSRI) عمل می‌کند و عامل ایجاد برخی از اثرات درمانی ماده والد خود است.

## همچنین ببینید
- دسمتیل‌سرترالین
- دسمتیل‌ونلافاکسین
- دیدسمتیل‌سیتالوپرام
- نورفلوکستین